# Filandia (ort)
Filandia är en ort i Colombia.   Den ligger i departementet Quindío, i den centrala delen av landet, 170 km väster om huvudstaden Bogotá. Filandia ligger 1 919 meter över havet och antalet invånare är 6 851.
Terrängen runt Filandia är huvudsakligen kuperad. Filandia ligger uppe på en höjd. Runt Filandia är det ganska tätbefolkat, med 222 invånare per kvadratkilometer. Närmaste större samhälle är Pereira, 15,9 km norr om Filandia. Omgivningarna runt Filandia är en mosaik av jordbruksmark och naturlig växtlighet.